# Steve Stone
Steve Brian Stone (Gateshead, 20 agosto 1971) è un allenatore di calcio ed ex calciatore inglese, di ruolo centrocampista.